# Izlegosxe
Izlegosxe (en rus: Излегоще) és un poble de l'óblast de Lípetsk, a Rússia, que el 2011 tenia 437 habitants. Pertany al districte rural d'Úsman.